# Ginn Hale
Ginn Hale is een Amerikaanse schrijfster van vooral speculatieve fictie. Haar eerste boek Wicked Gentlemen won in 2008 de Gaylactic Spectrum Award voor 'beste boek'.

## Werken

### Wicked Gentlemen
Een boek bestaande uit twee novellen. Het boek is een mengeling van de steampunk, paranormale, homoseksuele romantiek en suspence genres.
Wicked Gentlemen vergaarde al snel roem voor zijn schrijfstijl, die beschreven werd als "poëtisch en prachtig".

### Kortverhalen
"Feral Machines" in de bloemlezing Tangle.
"Hell Cop: Touching Sparks" in de bloemlezing Hell Cop.

## Prijzen
Wicked Gentlemen won in 2008 de Gaylactic Spectrum Award voor 'beste boek'
Wicked Gentlemen was een finalist in 2007 voor de Lambda Literary Awards in de Sci-Fi/Fantasy/Horror categorie.